# بیکنزفیلد آپر، ویکتوریا
بیکنزفیلد آپر (به انگلیسی: Beaconsfield Upper) یک شهرک در استرالیا است که در ویکتوریا (استرالیا) واقع شده‌است.